# Marcià Albareda
Marcià Albareda (auch Marcià Albereda, * 17. Jahrhundert in Vic; † 1673 in Barcelona (unsicher)) war ein katalanischer Komponist des Barock und Kapellmeister der Kathedrale von Barcelona.

## Leben und Werk
Laut einem Dokument aus der Kathedrale von Barcelona stammte Marcià Albareda aus der Diözese Vic. In diesen Dokumenten werden erste musikalische Tätigkeiten von Albareda an der Kathedrale von La Seu d’Urgell beschrieben. Dort wurde er auch 1620 zum Kapellmeister ernannt. 1626 erhielt er als Nachfolger des verstorbenen Joan Pau Pujol die gleiche Position an der Kathedrale von Barcelona. 1664 beantragte er seine Pensionierung, die ihm auch gewährt wurde. Im darauf folgenden Jahr wirkte er mit Joan Cererols, B. Iriberria, J. Reig und F. Tos zusammen als Mitglied des Auswahlausschusses für die Neubesetzung der Stelle. Die Stelle wurde zunächst an Miquel Selma, und als dieser 1667 starb an Lluís Vicenç Gargallo vergeben.
Albaredas Tätigkeit an der Spitze der Kirchenmusiker der Kathedrale von Barcelona war trotz der politischen Umwälzungen infolge des Aufstandes der Schnitter umfangreich und fruchtbar. 1640 leitete er anlässlich des Sieges von Salses eine polychorale Messe mit vier Chören, die unter Beteiligung von acht Musikkapellen aus der Stadt aufgeführt wurde. Von Albareda sind nur wenige, und ausschließlich liturgische kompositorische Werke erhalten.